# Harumi Inoue
Harumi Inoue (井上 晴美, Inoue Harumi), née le 23 septembre 1974 à Kumamoto au Japon, est une actrice et mannequin japonaise. 

## Biographie
Harumi Inoue débute en 1991 comme chanteuse, sortant deux singles. Elle se consacre ensuite à la comédie, mais sort aussi cinq photobooks (livre de photos comme modèle) durant les années 1990.
Elle a une jeune sœur, Mami Inoue qui poursuit une carrière similaire et un jeune frère, Eiki Kitamura qui est acteur. Elle participe avec lui à la comédie musicale Rock Musical Bleach.
Elle est apparue dans plusieurs drama et films, dont le film d'horreur Freeze Me en 2000.

### Vie privée
En septembre 2005, elle épouse un Mexicain rencontré au Canada. Elle donne naissance le 3 juin 2007 à son premier enfant, un garçon, à une fille le 19 novembre 2009, et à son troisième enfant en 2011.

## Filmographie

### Cinéma
- 1999 : Moonlight Whispers : Shizuka Kitahara
- 2000 : Freeze Me : Chihiro Yamazaki
- 2001 : Gin no otoko 2
- 2002 : Asakusa Kid
- 2002 : Graveyard of Honor : Yôko Imamura
- 2004 : Tales of Terror from Tokyo and All Over Japan: The Movie
- 2006 : Kaze no daddu : Kirie Ando
- 2006 : Maze
- 2006 : Pochi no kokuhaku : Chiyoko Takeda
- 2007 : Detective Story (探偵物語, Tantei monogatari?) de Takashi Miike
- 2010 : Nûdo no yoru: Ai wa oshiminaku ubau : Momo Tanaka
- 2012 : Konshin
- 2015 : Gonin sâga : Yasue Hisamatsu
- 2016 : Hatsukoi Geinin
- 2016 : Kamogawa shokudô
- 2017 : Tôkyô Tarareba Musume

### Télévision

#### Séries télévisées
- 1995 : Kimi to deatte kara : Hiromi Ueda
- 1998 : Setsunai: Tokyo Heart Break
- 1999 : Omizu no hanamichi : Mayumi
- 2001 : Ai wa seigi
- 2003 : Kaidan Shin Mimibukuro

#### Téléfilms
- 2010 : Kyôtarô Nishimura's Travel Mystery 55
- 2014 : Seiketsukun ga iku Yogoreta Shôtaijô - Chikangatari wa chotto tsurai
- 2015 : Kuroi gashû
- 2016 : Totsugawa Sôsahan 10

## Discographie

### Singles
- 1991 : ふりむかないで
- 1991 : イヴの誘惑

### Comédies musicales
- 2006 : Rock Musical Bleach - Dark of Bleeding moon
- 2008 : Rock Musical Bleach - The All
- 2008 : Rock Musical Bleach - Live Bankai Show Code 002
- 2010 : Rock Musical Bleach - Live Bankai Show Code 003